# Nointel (Val-d'Oise)
Nointel é uma comuna francesa na região administrativa da Ilha de França, no departamento do Vale do Oise. Estende-se por uma área de 3.20 km². Em 2010 a comuna tinha 846 habitantes (densidade: 264,4 hab./km²).